# Ligne 17 du tramway d'Anvers
Pour les articles homonymes, voir Ligne 17.
La ligne 17 du tramway d'Anvers est une ligne supprimée en 1956 du tramway d'Anvers en Belgique.

## Histoire
1926 : mise en service entre la gare d'Anvers Central et la gare de Wilrijk.
1936 : extension de la gare de Wilrijk (Heistraat) vers la Frans Nagelsplein.
31 décembre 1956 : suppression et remplacement par un autobus sous le même indice.